# Diffusion en direct sur Internet
Pour un article plus général, voir Diffusion en direct.
 (octobre 2024).
Si vous disposez d'ouvrages ou d'articles de référence ou si vous connaissez des sites web de qualité traitant du thème abordé ici, merci de compléter l'article en donnant les références utiles à sa vérifiabilité et en les liant à la section « Notes et références ».
La diffusion en direct sur Internet (en anglais : live streaming), parfois appelé live est la diffusion sur Internet de contenus vidéo au moment de leur production.
C'est une nouvelle forme de communication qui s'inscrit dans la révolution Web 2.0 : c'est un outil simple d'utilisation, accessible au moyen d'une webcam et d'un micro et qui permet à l'internaute de devenir un éditeur. L'une des tendances les plus importantes de ce phénomène est le lifecasting ou la diffusion quotidienne sans interruption de sa propre vie.

## Histoire
La diffusion en direct sur Internet est devenue accessible au plus grand nombre en 2007. En effet, plusieurs plateformes telles que Blog-Video.tv, Justin.tv, Ustream, Livestream et Qik ont offert aux internautes des outils gratuits pour lancer leur propre chaîne de télévision sur Internet.

## Fonctionnement
Sans téléchargement et à partir d'une webcam (ou d'une caméra DV ou bien encore d'un téléphone portable), il est possible de diffuser le contenu de son choix. Le diffuseur peut au travers d'un clavardage communiquer avec son audience ce qui permet une plus grande interaction entre les parties. Les programmes réalisés sont exportables sur une page personnelle, un blogue ou un site Web. Les vidéos sont archivées sur le site de l'opérateur et disponible pour la consultation à la manière d'un YouTube.

## Popularité
La diffusion en direct sur Internet peut être utilisée par des particuliers, une association ou une entreprise pour retransmettre en direct une conférence, une assemblée générale ou tout autre type d'événement. Le domaine politique s'est rapidement approprié ce nouvel outil, comme le démontre l'utilisation d'Ustream par les partis démocrates et républicains lors de la campagne à l'élection présidentielle américaine de 2008. 

## Lifecasting
Un des phénomènes marquant de la diffusion en direct sur Internet est le lifecasting. Un des symboles de cette tendance est le fondateur de Justin.tv. Le 19 mars 2007, Justin Kan a commencé à diffuser en permanence le contenu vidéo produit par une caméra attachée à sa casquette. Il est le créateur du terme lifecasting. Aujourd’hui, le lifecasting est utilisé par des milliers de personnes, principalement des adolescents, sur les différentes plateformes déjà citées.

## Jeux vidéo
Dans les années 2010, le streaming des jeux vidéo en direct a gagné en popularité. La version bêta du service de streaming vidéo en direct Twitch a été lancée en juin 2011. David M. Ewalt a désigné Twitch comme un « ESPN des jeux vidéo ». Le site web est né de Justin.tv en 2007 et à la fin de 2014, il a été racheté par Amazon pour un montant de 970 millions de dollars. En tant que l'une des principales plateformes de streaming en direct, Twitch compte désormais des millions de diffuseurs et près de deux cents millions de téléspectateurs. Parmi les autres sites web de streaming de jeux vidéo, il y a Smashcast.tv, qui est le fruit de la fusion entre les plateformes d'Azubu et d'Hitbox.tv et un autre plateforme sud-coréenne, AfreecaTV. En 2015, Google a lancé YouTube Gaming, un site secondaire avec une application, axé sur les jeux vidéo et qui est destiné à concurrencer Twitch.
Les streamers professionnels peuvent obtenir un revenu raisonnable grâce aux abonnements et dons de téléspectateurs ainsi que la publicité sur la plateforme et le parrainage d'organisations d'esport, qui gagnent souvent beaucoup plus grâce au streaming qu'aux gains de tournois. Le public des tournois de jeux professionnels est en premier lieu celui les téléspectateurs du streaming des jeux vidéo en direct en plus du public présent à l’intérieur de la plateforme de jeux vidéo. The International 2017 est un tournoi sur Dota 2 avec la plus grosse cagnotte des prix dans l'histoire de l'esport. Il a été diffusé principalement sur Twitch avec plus de cinq millions de téléspectateurs en même temps.
Les analystes de Mordor Intelligence prévoient un taux de croissance mondial annuel moyen de 9 % pour le streaming de jeux jusqu'en 2025. Selon les prévisions, le volume du marché mondial du streaming atteindra 184,3 milliards de dollars d'ici à 2027. Les principaux acteurs sur le marché sont les États-Unis, la Chine et la Corée du Sud.

## Pornographie
Une camgirl ou cam-girl est une femme exposant son corps sur Internet (sur une plateforme de sexcam) de manière sexuellement explicite par le biais d'une webcam, souvent pour gagner de l'argent et des cadeaux. Le terme connexe correspondant aux hommes est « camboy » ou « cam-boy ».

## Shopping
Le live shopping (ou livestream shopping, « shopping en direct ») est une technique de vente consistant à promouvoir et vendre des produits par le biais de livestreams sur leur propre site ou sur les plateformes sociales, souvent en collaboration avec des influenceurs.
L'objectif est d'offrir aux consommateurs une expérience immersive et interactive, en leur permettant de poser des questions et d'acheter des produits pendant le live.